# Joana Hadjithomas
Joana Hadjithomas (Beirute, 10 de agosto de 1969) é uma cineasta, roteirista e produtora cinematográfica libanesa.